# Nova Guinea. Botany
Nova Guinea. Botany (abreviado Nova Guinea, Bot.) fue una revista ilustrada con descripciones botánicas que fue editada en Leiden en los Países Bajos, con el nombre de Nova Guinea. Botany; Contributions to the Anthropology, Botany, Geology and Zoology of the Papuan Region. Se publicaron 24 números desde 1960 hasta 1966 y fue precedida por Nova Guinea.